# Lake Buena Vista
Lake Buena Vista è una città degli Stati Uniti d'America situata in Florida, nella Contea di Orange.
La località è famosa per essere la sede del Walt Disney World Resort, anche se quasi tutte le strutture ricreative, inclusi tutti e quattro i parchi a tema, sono fisicamente situati nella città adiacente di Bay Lake. È uno dei due comuni della Florida controllati dalla Walt Disney Company, l'altro è appunto Bay Lake.

## Storia
Walt Disney, in cerca di ettari di terreno per edificare il suo secondo parco a tema sul finire degli anni '60, acquistò, tramite società di facciata, diversi ettari di terreno in Florida. Il suo sogno era quello di creare, oltre al nuovo parco a tema, un'intera nuova città utopistica gestita dalla sua società che si sarebbe dovuta chiamare EPCOT (Experimental Prototype Community of Tomorrow), ma dopo la sua prematura morte avvenuta nel 1966, i dirigenti della Disney decisero diversamente anche se, di fatto, la Disney ha creato dal nulla le città di Lake Buena Vista e la vicina Bay Lake mettendo così in atto, solo in parte, il sogno di Walt: infatti, quando la Disney iniziò la costruzione dell'importante parco a tema nelle contee di Orange e Osceola della Florida, fece pressione sul legislatore e governatore della Florida per approvare una straordinaria disposizione governativa creata, controllata e gestita per il suo esclusivo beneficio ottenendo così il controllo sulle neonate città. In futuro la Disney farà lo stesso con la città di Celebration, che più di tutte rappresenta il sogno iniziale di Disney di controllare un'intera città ideale.
La fondazione della città è datata al 1967 circa, quando vennero firmati i primi documenti dall'allora governatore della Florida, Claude Roy Kirk Jr.

## Descrizione
Lake Buena Vista è un piccolo corpo d'acqua situato a est del campo da golf di Buena Vista, a ovest dell'incrocio della Strada Statale 535 e della Interstate 4. Il lago, che era chiamato "Blake Lake" prima della sua acquisizione da parte della Disney, è stato rinominato in onore alla Buena Vista Street a Burbank, California, dove si trovano le sedi aziendali della Disney. Diverse entità commerciali della Walt Disney Company hanno nomi contenenti "Buena Vista", una frase spagnola che significa "bel panorama".
All'interno di Lake Buena Vista ci sono negozi, condomini, uffici, alberghi, motel, ristoranti e altre proprietà commerciali di proprietà della Disney. Il Reedy Creek Improvement District comprende entrambe le comunità, Lake Buena Vista e Bay Lake, così come migliaia di ulteriori ettari di proprietà di Disney, che rimangono disponibili per future espansioni.